# Нижний Термант
Нижний Термант — озеро на территории Лендерского сельского поселения Муезерского района Республики Карелия.

## Общие сведения
Площадь озера — 0,6 км². Располагается на высоте 187,3 метров над уровнем моря.
Форма озера лопастная, продолговатая, вытянуто с северо-запада на юго-восток. Берега озера каменисто-песчаные, местами заболоченные.
С востока в озеро втекает безымянный ручей, вытекающий из озера Верхний Термант.
Из юго-восточной оконечности озера берёт начало река Термант, впадающая в реку Сула.
Населённые пункты возле озера отсутствуют. Ближайший — посёлок Кимоваара — расположен в пяти километрах к северу от озера.
С востока от озера проходит дорога местного значения 86К-174 («Реболы — Лендеры — госграница»).
Код водного объекта в государственном водном реестре — 01050000111102000010182.